# Oreca 01
Chronologie des modèles (2009 - 2010)
Couragee-Oreca LC70E Oreca 03
L'Oreca 01 est une voiture de course construite par Oreca pour prendre la suite de la Courage-Oreca LC70E et concourir dans la catégorie Le Mans Prototype de l'Automobile Club de l'Ouest en Le Mans Series, American Le Mans Series et aux 24 Heures du Mans.

## Palmarès
- Le Mans Series
  - Vainqueur des 1 000 kilomètres de Silverstone 2009 avec le Team Oreca

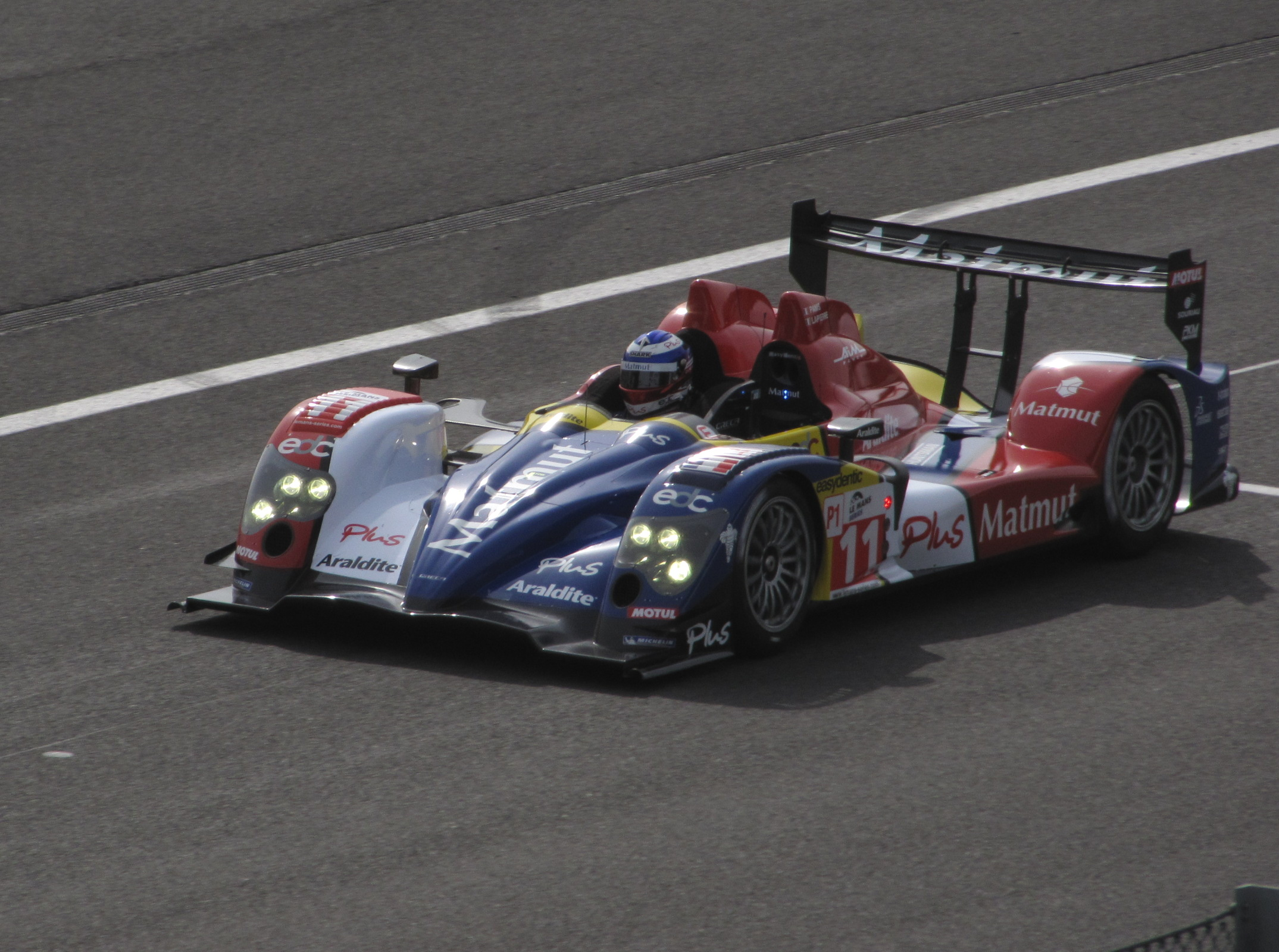
Une Oreca 01 lors des 1 000 kilomètres de Spa 2009.
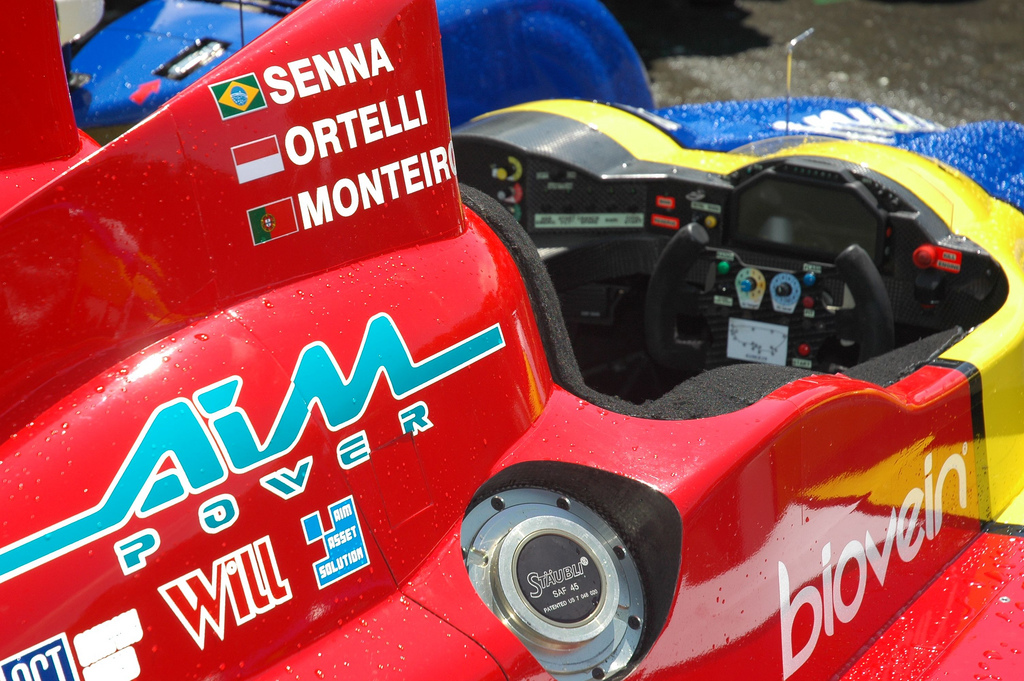
L'habitacle.
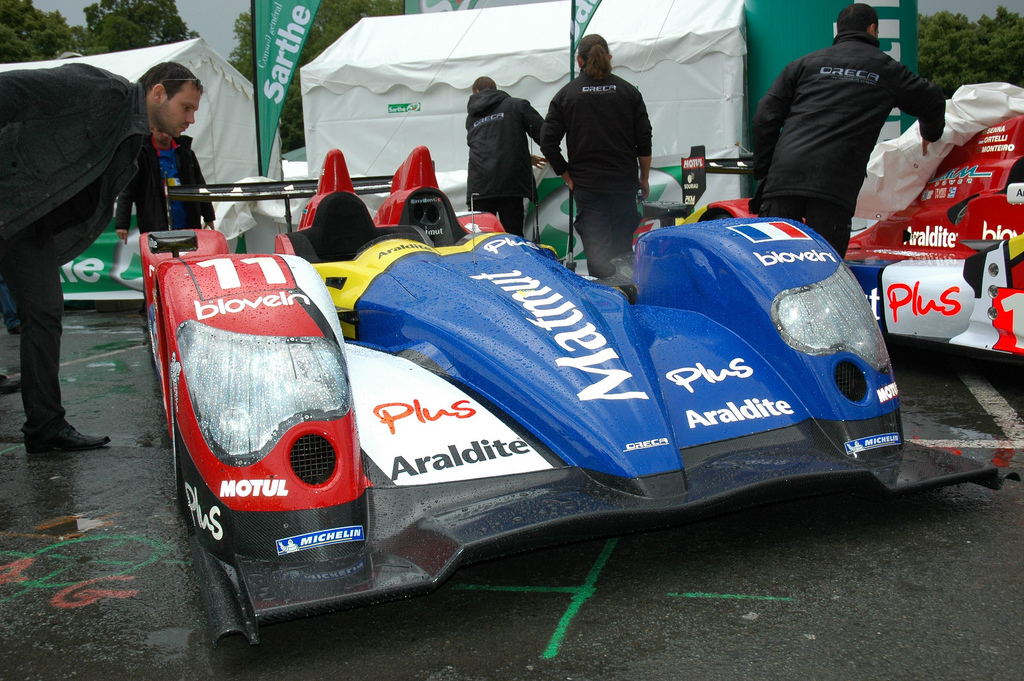
La voiture aux 24 Heures du Mans 2009.